# Platylabus subrubricus
Platylabus subrubricus är en stekelart som beskrevs av Heinrich 1962. Platylabus subrubricus ingår i släktet Platylabus och familjen brokparasitsteklar. Inga underarter finns listade i Catalogue of Life.